# Nati nel 1498
| Questa pagina contiene informazioni ricavate automaticamente dalle voci biografiche con l'ausilio del template Bio e di un bot. L'aggiornamento è periodico e automatico e ricostruisce completamente la pagina. Se manca una persona in questa lista, sei pregato di non aggiungerla, ma accertati piuttosto che la sua voce biografica contenga il template Bio e che i dati anagrafici siano correttamente compilati. Se il template Bio manca, inseriscilo tu stesso o, in alternativa, metti l'avviso {{tmp\|Bio}} che ne segnala la mancanza. Se i dati riportati sono sbagliati, correggi direttamente la voce biografica; le modifiche saranno visibili in questa lista entro pochi giorni. Per chiarimenti vedi il progetto biografie. La lista contiene solo le 54 persone che sono citate nell'enciclopedia e per le quali è stato implementato correttamente il template Bio. Pagina aggiornata al 18 ago 2025. |

## Gennaio(3)
- 5 gennaio - Isabella Borgia Enriquez, nobildonna, religiosa e scrittrice spagnola († 1557)
- 8 gennaio - Toto del Nunziata, pittore e architetto italiano († 1554)
- 31 gennaio - Tiberio Crispo, cardinale e vescovo cattolico italiano († 1566)

## Febbraio(3)
- 4 febbraio - Giorgio I di Württemberg-Mömpelgard, nobile tedesco († 1558)
- 25 febbraio - Francesco di Saluzzo, marchese († 1537)
- 27 febbraio - Shimazu Tadaharu, militare giapponese († 1510)

## Aprile(2)
- 6 aprile - Giovanni delle Bande Nere, condottiero italiano († 1526)
- 9 aprile - Giovanni di Lorena, cardinale e arcivescovo cattolico francese († 1550)

## Maggio(1)
- 23 maggio - Sampiero Corso, mercenario e generale italiano († 1567)

## Giugno(1)
- 30 giugno - Guglielmo di Brandeburgo, arcivescovo cattolico tedesco († 1563)

## Agosto(2)
- 12 agosto - Giovan Battista Gelli, filosofo e scrittore italiano († 1563)
- 23 agosto - Michele della Pace d'Aviz, principe († 1500)

## Settembre(1)
- 27 settembre - Francesco Burlamacchi, politico italiano († 1548)

## Ottobre(1)
- 24 ottobre - Sigismondo I Malatesta, condottiero italiano († 1543)

## Novembre(2)
- 15 novembre - Eleonora d'Asburgo, regina († 1558)
- 30 novembre - Andrés de Urdaneta, esploratore e navigatore spagnolo († 1568)

## Dicembre(2)
- 1º dicembre - Giovanni Michele Saraceni, nobile e cardinale italiano († 1568)
- 19 dicembre - Andrea Osiander, teologo e scienziato tedesco († 1552)

## Senza giorno specificato(36)
- Lodovico Alighieri, nobile, giurista e politico italiano († 1547)
- Amari Torayasu, militare giapponese († 1548)
- Juan de Badajoz il Giovane, architetto spagnolo († 1552)
- Lancelot Blondeel, pittore, incisore e ingegnere fiammingo († 1561)
- Hieronymus Bock, botanico tedesco († 1554)
- Giovanni Borgia, nobile italiano
- Bernardo Cappello, scrittore e umanista italiano († 1565)
- Giulio Clovio, pittore italiano († 1578)
- Guillaume de Croÿ, arcivescovo cattolico e cardinale francese († 1521)
- Cassiano dal Pozzo, politico e magistrato italiano († 1578)
- Tommaso Fazello, presbitero, storico e antiquario italiano († 1570)
- Marcantonio Flaminio, umanista italiano († 1550)
- Francesco Galigai, matematico italiano († 1573)
- Marco Tullio Garganello, religioso italiano
- Conrad Grebel, teologo svizzero († 1526)
- Maarten van Heemskerck, pittore olandese († 1574)
- Antonio Lauro, vescovo cattolico italiano († 1577)
- Íñigo López de Mendoza y Zúñiga, cardinale e arcivescovo cattolico spagnolo († 1537)
- Vincenzo Maggi, filosofo e letterato italiano († 1564)
- Felix Manz, svizzero († 1527)
- Tamás Nádasdy, militare ungherese († 1562)
- María Osorio y Pimentel, nobildonna spagnola († 1539)
- Sagara Taketō, militare giapponese († 1551)
- Julio Segni, compositore, clavicembalista e organista italiano († 1561)
- Lelio Torelli, funzionario e giurista italiano († 1576)
- Vicente de Valverde, vescovo cattolico spagnolo († 1541)
- Andrés de Vega, teologo spagnolo († 1549)
- Pietro Paolo Vergerio, teologo, vescovo cattolico e vescovo luterano italiano († 1565)
- Pallavicino Visconti, vescovo cattolico e condottiero italiano († 1549)
- Scipione d'Este, vescovo cattolico italiano († 1567)
- Girolamo da Treviso, pittore italiano († 1544)
- Maddalena de La Tour d'Auvergne († 1519)
- Jorge de Menezes, esploratore, militare e politico portoghese († 1537)
- Antoine Escalin des Aimars, ammiraglio e ambasciatore francese († 1578)
- Sofia di Pomerania, regina († 1568)
- Filiberta di Savoia († 1524)